# Alumel

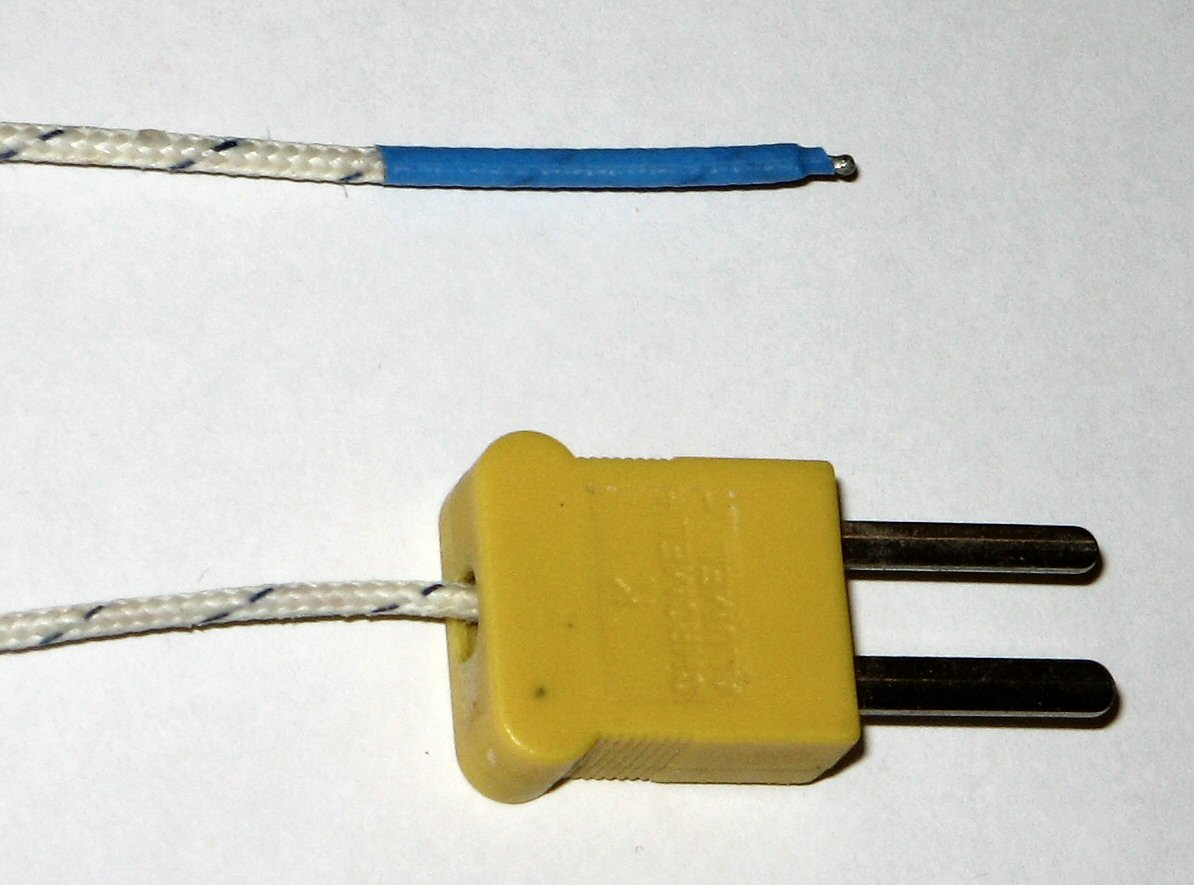
K tipo termoparInscripciones :KCHROMEL +ALUMEL -

El alumel es una aleación que consiste en aproximadamente 95 % de níquel, 2 % de manganeso, 2 % de aluminio y 1 % de silicio. Esta aleación magnética se utiliza para los termopares y el cable de la extensión del termopar. Alumel es una marca registrada de Concept Alloys, Inc.
En los termopares, el alumel se utiliza a menudo junto con el cromel para formar los termopares del tipo K.

## Propiedades Físicas
- Resistividad eléctrica: 0.294 μΩm
- Conductividad térmica: 30 W/m/K
- Punto de Curie: 152 °C[3]
- Densidad: 8.61 g/cm³ (0.311 lb/in³)
- Punto de fusión: 1399 °C (2550 °F)

## Propiedades Térmicas
- Coeficiente de dilatación (@ 20 °C/68 °F): 12 µm/m°C (6.67 µin/in°F)
- Conductividad térmica: 29.7 W/mK (206 BTU in/hr.ft².°F)[4]